# Geminoppia papineaui
Geminoppia papineaui är en kvalsterart som beskrevs av J. och P. Balogh 1983. Geminoppia papineaui ingår i släktet Geminoppia och familjen Oppiidae. Inga underarter finns listade i Catalogue of Life.